# Departamento Eldorado

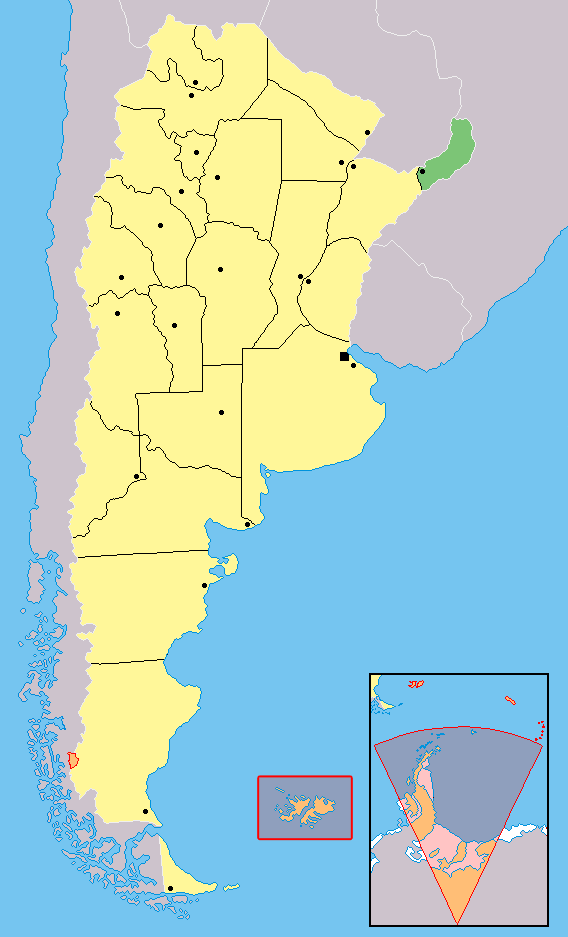

Eldorado es un departamento ubicado en el noroeste de la provincia de Misiones, Argentina.
Limita con los departamentos de Iguazú, General Manuel Belgrano, San Pedro, Montecarlo y al oeste con la República del Paraguay, separado por el río Paraná.
El departamento tiene una superficie de 1927 km², equivalente al 6,48 % del total de la provincia. Su cabecera es la localidad homónima.

## Población
Su población fue de 91 728 habitantes, según el censo 2022 (INDEC) frente a los 78 221 habitantes (Indec,2010) del censo anterior, lo que representó un incremento del 17,3% mayor al crecimiento provincial que fue del 16,1%.Estos datos le valieron tener la cuarta mayor población y ser tercera mayor densidad de la provincia.